# Hangzoo
Юн Хьон Чжун (кор. 윤형준, нар. 10 грудня 1986), більш відомий під сценічним псевдонімом Hangzoo (кор. 행주), — південнокорейський репер і учасник гурту Rhythm Power. Він став переможцем Show Me the Money 6. 25 серпня 2015 року він випустив свій перший мініальбом Best Driver.

## Дискографія

### Мініальбоми
| Назва       | Деталі альбому                                                                                         | Пікові позиції у чартах | Продажі |
| Назва       | Деталі альбому                                                                                         | KOR                     | Продажі |
| ----------- | --- | ----------------------- | ------- |
| Best Driver | - Реліз: 25 серпня 2015 - Лейбл: Amoeba Culture, LOEN Entertainment - Формат: CD, цифрове завантаження | —                       | Н/Д     |

### Сингли
| Назва                                                                            | Рік                    | Пікові позиції у чартах | Продажі (DL)              | Альбом                 |
| Назва                                                                            | Рік                    | KOR                     | Продажі (DL)              | Альбом                 |
| Як головний виконавець                                                           | Як головний виконавець | Як головний виконавець  | Як головний виконавець    | Як головний виконавець |
| -------------------------------------------------------------------------------- | ---------------------- | ----------------------- | ------------------------- | ---------------------- |
| «Best Driver» feat. Gaeko                                                        | 2015                   | —                       | Н/Д                       | Best Driver            |
| «Red Sun» feat. Zico, Swings                                                     | 2017                   | 3                       | - Південна Корея: 410,643 | Show Me the Money 6    |
| «Bestdriverz» feat. Dean, Zion.T                                                 | 2017                   | 56                      | - Південна Корея: 56,332  | Show Me the Money 6    |
| «Turn Around» (돌리고) feat. DJ Doc                                              | 2017                   | 91                      | - Південна Корея: 40,954  | Show Me the Money 6    |
| Колаборації                                                                      |                        |                         |                           |                        |
| «People These Days» (요즘것들) з Young B, Hash Swan, Killagramz feat. Zico, Dean | 2017                   | 5                       | - Південна Корея: 612,987 | Show Me the Money 6    |
| «Search» з Young B feat. Car, the Garden                                         | 2017                   | 11                      | - Південна Корея: 240,175 | Show Me the Money 6    |
| «Cart» з Чо Мі Йон ((G)I-dle)                                                    | 2019                   | В очікуванні            | В очікуванні              | Code Share Project     |
| «—» релізи, що не потрапили у чарти або не були випущені у відповідних регіонах. |                        |                         |                           |                        |